# Лејксајд (Калифорнија)
Лејксајд (енгл. Lakeside) насељено је место без административног статуса у америчкој савезној држави Калифорнија.

## Демографија
По попису из 2010. године број становника је 20.648, што је 1.088 (5,6%) становника више него 2000. године.
| Група             | 2000.          | 2010.          |
| Белци             | 16.245 (83,1%) | 15.726 (76,2%) |
| Афроамериканци    | 146 (0,7%)     | 235 (1,1%)     |
| Азијати           | 248 (1,3%)     | 351 (1,7%)     |
| Хиспаноамериканци | 2.254 (11,5%)  | 3.627 (17,6%)  |
| Укупно            | 19.560         | 20.648         |